# Il marchese d'Evremonde
Il marchese d'Evremonde (A Tale of Two Cities) è un film muto del 1917 diretto da Frank Lloyd. Si basa sul romanzo Racconto di due città di Charles Dickens pubblicato a Londra nel 1859.

## Trama
Charles Darnay e Sidney Carton, che si assomigliano in maniera impressionante, sono entrambi innamorati di Lucia Manette, la figlia di un medico che è stato imprigionato in Francia per dieci anni. Darnay, un aristocratico che aveva rinunciato al suo titolo e aveva poi lasciato la Francia, è stato salvato da Carton che l'ha sottratto a sicura morte. Il nobile francese conquista il cuore di Lucia, mentre Carton si accontenta di amarla da lontano. Quando scoppia la rivoluzione, Darnay torna in patria, ma viene catturato e condannato alla ghigliottina. Con un sotterfugio, Carton riesce a far uscire di prigione Darnay, prendendo il suo posto il giorno dell'esecuzione: Darnay può così tornare in Inghilterra dalla sua Lucia.

## Produzione
Il film fu prodotto dalla Fox Film Corporation.

## Distribuzione
Distribuito dalla Fox Film Corporation, il film uscì nelle sale cinematografiche statunitensi l'11 marzo 1917.